# Bahnstrecke Canterbury–Whitstable
| Clowes Wood. Die bereits 1953 geschlossene Strecke dient heute Radfahrern und Wanderern als Crab and Winkle cycle path (Blickrichtung Whitstable). |                      |                                           |                                           |
| Nordende der Strecke, Karte von 1938 |                      |                                           |                                           |
| Streckenlänge: | 10 km                |                                           |                                           |
| Spurweite: | 1435 mm (Normalspur) |                                           |                                           |
| Maximale Neigung: | 36 ‰                 |                                           |                                           |
| |                      |                                           |                                           |
| \| \| 0,0 \| Handelshafen \| Handelshafen \| \| \| 0,1 \| Harbour Street (B2205) \| Harbour Street (B2205) \| \| \| 0,2 \| Whitstable Harbour \| Whitstable Harbour \| \| \| 0,9 \| Teynham Road \| Teynham Road \| \| \| 0,9 \| Tankerton Halt seit Juli 1914 \| Tankerton Halt seit Juli 1914 \| \| \| 1 \| Bahnstrecke Chatham–Ramsgate seit 1860/63 \| Bahnstrecke Chatham–Ramsgate seit 1860/63 \| \| \| \| Whitstable \| \| \| \| \| Abzw. \| \| \| \| 1,7 \| Old Thanet Way (A2990) \| Old Thanet Way (A2990) \| \| \| 2,2 \| South Street Halt \| South Street Halt \| \| \| 6,4 \| Blean & Tyler Hill Halt \| Blean & Tyler Hill Halt \| \| \| 7,1 \| stationäre Dampfwinde \| stationäre Dampfwinde \| \| \| 8,5 \| Tyler Hill Tunnel (757 m) \| Tyler Hill Tunnel (757 m) \| \| \| \| Bahnstrecke Ashford–Ramsgate seit 1846 \| \| \| \| 9,8 \| Canterbury West \| Canterbury West \| \| \| 10 \| North Lane urspr. Kopfbahnhof 1830–46 \| North Lane urspr. Kopfbahnhof 1830–46 \| |                      |                                           |                                           |
| Betriebs-/Güterbahnhof Streckenanfang (Strecke außer Betrieb) | 0,0                  | Handelshafen                              | Handelshafen                              |
| Bahnübergang (Strecke außer Betrieb) | 0,1                  | Harbour Street (B2205)                    | Harbour Street (B2205)                    |
| Bahnhof (Strecke außer Betrieb) | 0,2                  | Whitstable Harbour                        | Whitstable Harbour                        |
| Brücke (Strecke außer Betrieb) | 0,9                  | Teynham Road                              | Teynham Road                              |
| Haltepunkt / Haltestelle (Strecke außer Betrieb) | 0,9                  | Tankerton Halt seit Juli 1914             | Tankerton Halt seit Juli 1914             |
| Strecke (außer Betrieb) | 1                    | Bahnstrecke Chatham–Ramsgate seit 1860/63 | Bahnstrecke Chatham–Ramsgate seit 1860/63 |
| Bahnhof quer · Abzweig quer und nach halblinks · Kreuzung geradeaus oben (Strecke geradeaus außer Betrieb) |                      | Whitstable                                | Whitstable                                |
| Abzweig geradeaus und von halbrechts |                      | Abzw.                                     | Abzw.                                     |
| Strecke mit Straßenbrücke (Strecke außer Betrieb) | 1,7                  | Old Thanet Way (A2990)                    | Old Thanet Way (A2990)                    |
| Haltepunkt / Haltestelle (Strecke außer Betrieb) | 2,2                  | South Street Halt                         | South Street Halt                         |
| Haltepunkt / Haltestelle (Strecke außer Betrieb) | 6,4                  | Blean & Tyler Hill Halt                   | Blean & Tyler Hill Halt                   |
| Blockstelle (Strecke außer Betrieb) | 7,1                  | stationäre Dampfwinde                     | stationäre Dampfwinde                     |
| Tunnel (Strecke außer Betrieb) | 8,5                  | Tyler Hill Tunnel (757 m)                 | Tyler Hill Tunnel (757 m)                 |
| Abzweig geradeaus und nach halbrechts |                      | Bahnstrecke Ashford–Ramsgate seit 1846    | Bahnstrecke Ashford–Ramsgate seit 1846    |
| Bahnhof quer · Abzweig quer · Kreuzung (Strecke geradeaus außer Betrieb) | 9,8                  | Canterbury West                           | Canterbury West                           |
| Kopfbahnhof Streckenende (Strecke außer Betrieb) | 10                   | North Lane urspr. Kopfbahnhof 1830–46     | North Lane urspr. Kopfbahnhof 1830–46     |

Die Bahnstrecke Canterbury–Whitstable (englisch Canterbury and Whitstable Railway), im englischen County Kent, namensgleich zu ihrer Bahngesellschaft, wurde umgangssprachlich oft auch Crab and Winkle Line (engl. für Krabben- und Strandschnecken-Bahn) genannt und war – so wie wir Bahnstrecken heute verstehen – die erste Bahnstrecke für Güter- und Personenverkehr weltweit. Sie ging am 3. Mai 1830 in Betrieb, also ein halbes Jahr vor der Liverpool and Manchester Railway und 21 Tage vor der Baltimore and Ohio Railroad in Amerika. Erst zwei Jahre später wurde der neue Hafen von Whitstable im Norden der südostenglischen Grafschaft Kent eröffnet, der maßgeblich zum Betrieb der Bahnstrecke notwendig war. Im alten Hafen war zuvor Eisenpyrit angelandet worden, der von der gegenüberliegenden Insel Sheppey stammte. Die 10 Kilometer lange Strecke wurde für den kostengünstigen Kohletransport aus Northumberland zum damaligen Markt- und Oberzentrum Canterbury gebaut, aber auch für den Personenverkehr genutzt. Die Frachtkosten konnten durch diesen Transportweg auf die Hälfte reduziert werden.

## Geschichte
War für den Bau zunächst das Wohlergehen der Stadt Canterbury ausschlaggebend, hat die Strecke später vor allem der Hafenstadt Whitstable enormen wirtschaftlichen Aufschwung beschert. Noch heute profitiert die Gemeinde von ihrem relativ großen Hafen, in dem sich nach dem Niedergang der Eisenbahn in den 1950er Jahren vor allem die Asphalt-Produktion etablieren konnte.
Erst 1846 entstand in Canterbury Gleisanschluss durch die West-Ost-gerichtete Bahnstrecke Ashford–Ramsgate; zusätzlich kreuzten sich dort ab 1860 auch die Strecke Faversham–Dover, die im Jahr darauf bis Dover fertiggestellt werden konnte, und ab 1889 noch eine Zweigstrecke nach Folkestone. In Whitstable kam ebenfalls 1860 von Westen die Strecke Faversham–Ramsgate hinzu, die von der London, Chatham and Dover Railway (L. C. & D. R.) betrieben wurde und 1863 bis Margate und Ramsgate eine Verlängerung erhielt. Der offiziell letzte Betriebstag der Strecke war der 1. Dezember 1952, nachdem die Personenbeförderung bereits zum 1. Januar 1931 eingestellt worden war und die neu gegründete British Railways die Hafenanlagen 1948 mit übernommen hatte. Wegen Hilfe für Hochwasseropfer wurde die Strecke für den Güterverkehr im Februar 1953 noch einmal kurzfristig verwendet.

## Eigentumsverhältnisse

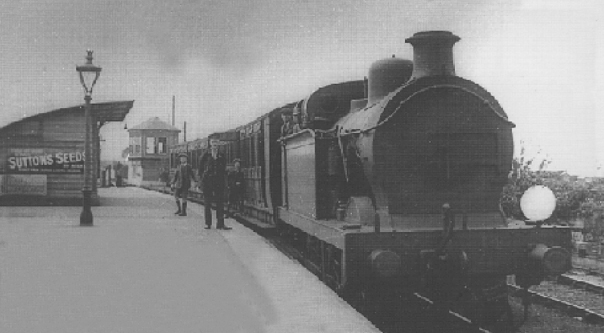
Bahnhof Whitstable Hafen, Anfang der 1920er Jahre. Im Hintergrund das Stellwerk No. 1

Die Initiative für den Bau gab William James (1771–1837), Jurist und Eisenbahnpionier, der bereits in den Jahren 1823/24 drei unterschiedliche Entwürfe für eine mögliche Trassierung vorschlug. Mit ausschlaggebend für die gewählte Strecke war die Tatsache, dass zwei der drei Alternativen im Rat von Canterbury keine Mehrheit fanden, weil diese beiden keinen Tunnel enthielten. Man war der Meinung, eine Eisenbahnstrecke ohne Tunnel sei keine richtige Strecke. Zudem stellte diese Streckenvariante die kürzest mögliche Verbindung dar, was beträchtliche Ersparnisse im Landankauf für die Strecke mit sich brachte, dem größten Kostenfaktor in diesem Projekt. Bereits 1844 musste die ursprüngliche Betreiber-Gesellschaft Konkurs anmelden und wurde vom Konkurrenten South Eastern Railway übernommen. Aber auch unter dem neuen Management wurde die Strecke nicht rentabel, weil sich die Verkehrsströme mit zunehmender Gleis-Streckendichte zu ihren Ungunsten veränderte. Ein weiteres Problem war die enge Dimensionierung des Tyler-Hill-Tunnels, der nur eine Bauhöhe von 12 Fuß besaß und für modernere Dampflokomotiven mit ihren langen Schornsteinen nicht mehr geeignet war. Darüber hinaus führten dann sowohl der steile Anstieg nördlich des Tyler Hills als auch der zu eng bemessene Querschnitt des Tunnels dazu, dass diese Strecke nie vollständig in das nationale Streckennetz Eingang gefunden hat.
Mitte der 1840er Jahre verließen per Bahn sechsmal wöchentlich 50 t Kohle den Hafen, jährlich wurden 40.000 Personen mit täglich sechs – sonntags fünf – Zugpaaren befördert.
Die Bahngesellschaft sorgte auch für Verbesserungen im Hafen. Um einer Versandung entgegenzuwirken, bauten sie ein vom Flüsschen Gorrell gespeistes Bassin, mit dem der Hafen regelmäßig ausgespült werden konnte. Andere Maßnahmen ließen sie ungenutzt wie beispielsweise den Bau einer Markthalle, in der Frischeprodukte für den Weitertransport nach Canterbury hätten zwischengelagert werden können. Ab 1880 ging das Frachtvolumen entsprechend zurück.

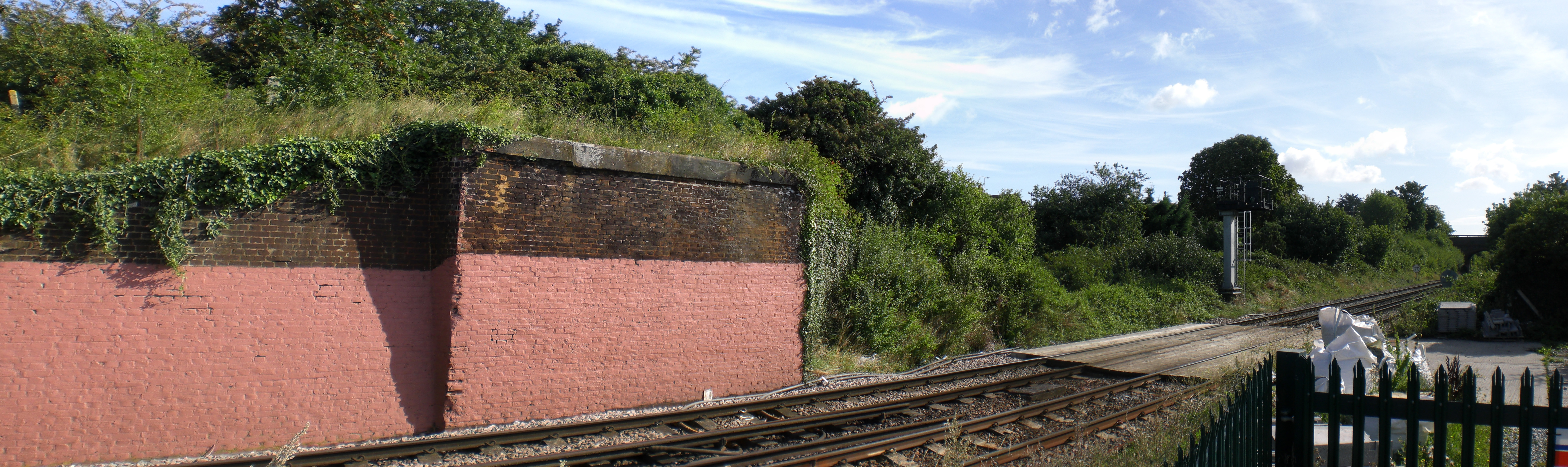
Ehemalige Brücke über die heutige Bahnstrecke Chatham–Ramsgate

Der Bau der Strecke vereint das Who’s who der frühen Eisenbahngeschichte, da daran viele bekannte Eisenbahnpioniere mitwirkten: Die Strecke erhielt im Jahr 1825 durch einen Parlamentsbeschluss seine Baugenehmigung. Dafür beauftragt wurde im Jahre 1828 als Ingenieur George Stephenson, der von John Dixon (1795?–1865) und Joseph Locke unterstützt wurde. Auch damals kostete der Bau weit mehr als vorhergesagt, und das Parlament musste noch drei weitere Male zusätzliche Mittel für den Weiterbau bewilligen. Den Bau von Whitstable Harbour leitete Thomas Telford. Isambard Kingdom Brunel nutzte die Strecke, insbesondere den Tunnel, um Experimente für seine eigenen Planungen zu machen.

## Infrastruktur

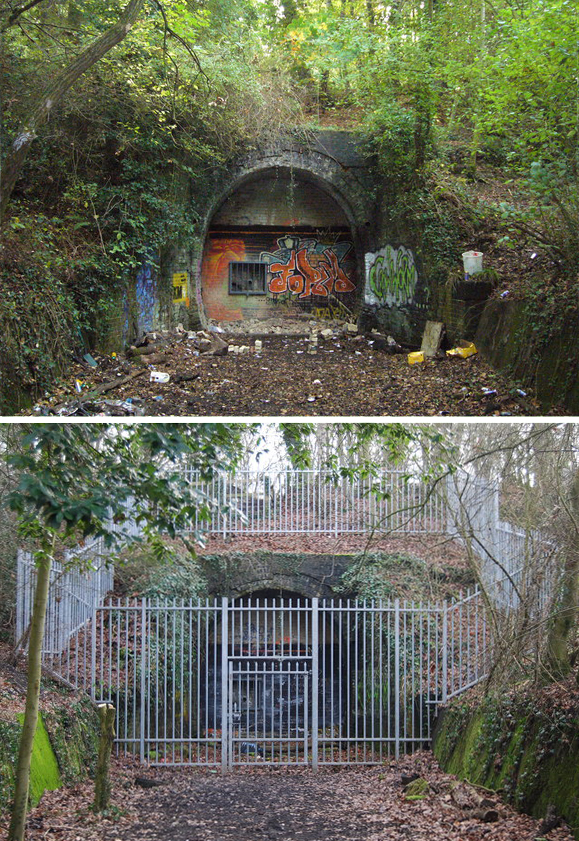
Tyler Hill Tunnel, Südportal 2006 und 2009

Der 1832 fertiggestellte, tidenabhängige Hafen bot nach seinem Ausbau Platz für etwa 20 150-Tonnen-große Segelschiffe, die zweimal täglich im Hafen trockenfielen. Am Ost- und am Südkai waren mehrere parallellaufende Gleise verlegt, die bis zu 80 Güterwagen Platz boten. An zwei Stellen waren Drehscheiben installiert, auf denen mit Pferdekraft Güterwagen einzeln gedreht und so rund um das südliche Hafenbecken gezogen werden konnten. Auch für die Bewegung der Güterwagen innerhalb des Hafengeländes waren Pferde eingesetzt, für die ein eigener Stall existierte.
Der Oberbau bestand aus 15 Fuß langen Fischbauchschienen, die auf jeweils 5 Holzbohlen ruhten. Auf Anregung von Robert Stephenson wurden an den beiden Steigungsstrecken stationäre Dampfmaschinen beschafft, die die Züge per Seilwinde hochzogen, weil die Kraft der ersten eingesetzten Invicta-Lokomotive mit ihren 12 Pferdestärken nicht ausreichte. Trotzdem wurde eine Invicta beschafft, die zusätzlich zu den alternativ eingesetzten Pferden die restliche Strecke bediente. Sie war per Schiff nach Whitstable gebracht worden, weil es zu dieser Zeit ringsum noch keine anderen Eisenbahnstrecken gab.
Da die Invicta-Lokomotive mit Holzkohle befeuert wurde, baute man am Nordbecken zum Strand hin ein Holzkohlewerk, welches die angelieferte Rohkohle entsprechend aufbereitete. Auch wurde Holzkohle ein Handelsgut. Dies war die erste Industrieanlage, die zum Hafen gehörte.
Noch im Stadtgebiet von Whitstable, unmittelbar vor dem Tankerton Halt, war ein erster Hochbau notwendig, die Brücke über die Teynham Road. Dies war die älteste Eisenbahnunterführung weltweit. Sie wurde in den 1950er Jahren abgetragen, ihre Widerlager sind aber noch intakt.
Um für die Dampfmaschine auf dem Tyler Hill ausreichend Wasser vorrätig zu haben, wurde 1829 das Wasserreservoir Winding Pond angelegt. Zuletzt wurde dieser Punkt 1999 touristisch wieder hergerichtet, zusammen mit der Einrichtung der ehemaligen Strecke als Rad- und Wanderweg sowie als Picknick-Platz. Ebenso ist die Seilwinde noch vorhanden – wenn auch heute an anderer Stelle.

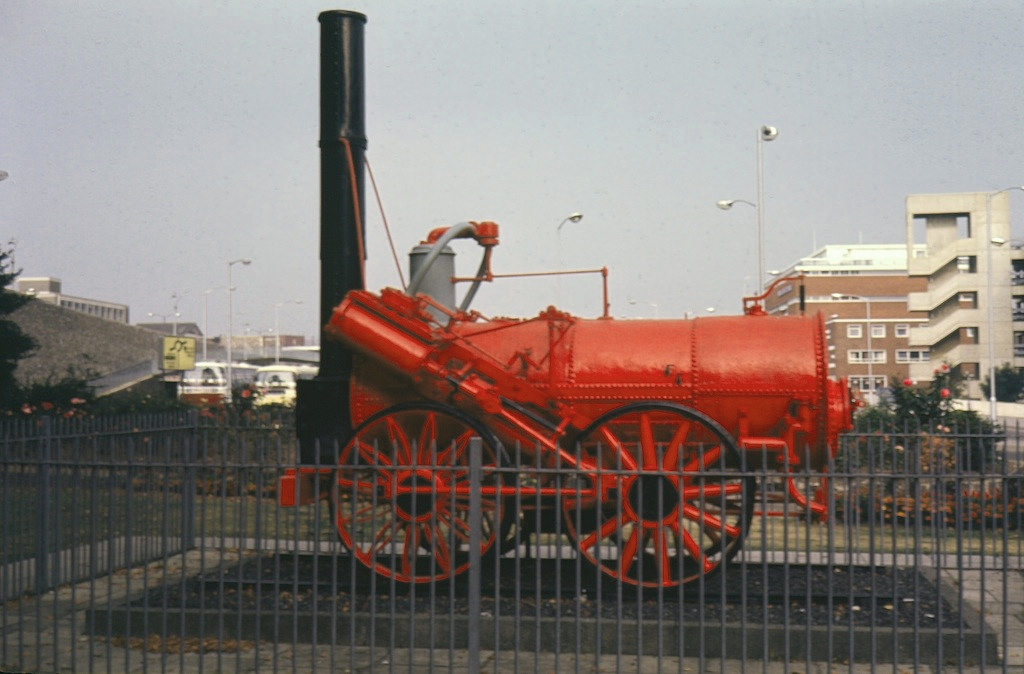
Lokomotive „Invicta“, 1970er Jahre, Canterbury nahe Riding Gate
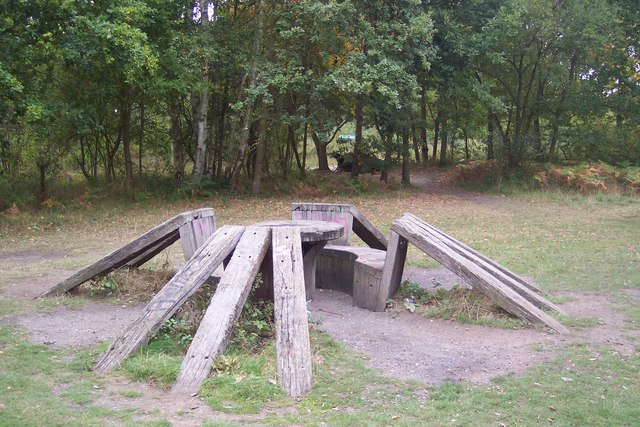
Die nachgebaute Seilwinde an der Original-Stelle dient heute als Picknicktisch.
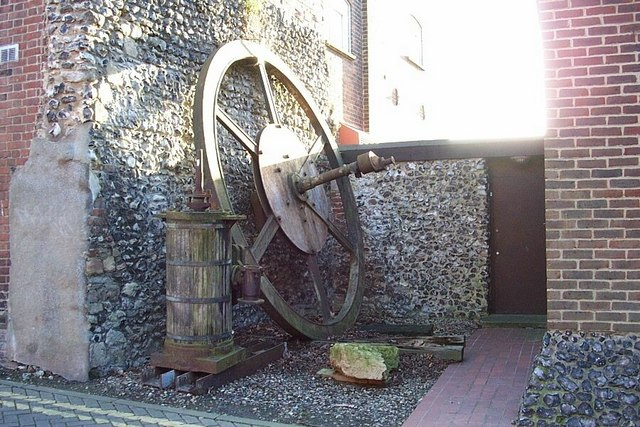
Die Original-Seilwinde wartet in Canterbury auf ihren endgültigen musealen Verbleib.

Der Betrieb der stationären Dampfmaschinen wurde 1846 beendet und die Züge ab diesem Zeitpunkt über die ganze Strecke von Lokomotiven gezogen.
Der Tunnel stürzte 1974 auf einer Länge von etwa 30 Metern ein, nachdem auf der Fläche darüber ungünstige Bauvorhaben der Universität von Canterbury verwirklicht worden waren. Ein Gebäude stürzte ebenfalls ein, es gab aber keine Personenschäden.

## Hafen heute
Der Hafen steht heute unter städtischer Verwaltung. Er ist inzwischen vor allem für Schüttgüter wie Quarzsand, Kies und Getreide wichtig, so, wie Anfang der 1930er Jahre dieser Standort für die Produktion für Asphalt besonders begünstigt wurde. Große Mengen dieses Baumaterials wurden für die Errichtung des sogenannten „Thanet Ways“ (A299) benötigt, einer 21 Meilen langen Ost-West-Straßenverbindung, die über 3 Jahre 4000 Arbeitern Beschäftigung gab. Auch anschließend wurde weiterhin viel Asphalt verbaut. Noch heute ist der Hafen Standort dieses Industriezweiges.
Er dient ferner als Basis für den Offshore-Windpark und als Stützpunkt einiger Fischereifahrzeuge, die sich auf Muschel-, Krabben- und Hummer-Fischerei spezialisiert haben.